# 李铭 (围棋棋手)
李铭（1993年4月1日—），中国辽宁锦州人，围棋职业六段棋手。他2007年入段，2017年9月升为六段。他获2013年首届宏达杯全国围棋星锐最强战第四名。2015年起代表苏泊尔杭州队、河北新奥队、杭州云林决破队参加围甲联赛。

## 国内比赛成绩
2013年7月，以8胜1负的成绩获首届宏达杯全国围棋星锐最强战分站赛第二站冠军，并晋级总决赛。10月，在总决赛中5胜2负，获第四名。

## 国际比赛成绩
2012年在第17届三星财产杯预选赛中连胜金缕里、宋弘锡、牛雨田、金世东进入本赛。双败淘汰制小组赛中先负崔哲瀚，在败者组中战胜唐韦星，后再负于崔哲瀚，无缘16强。
2014年第2届百灵杯预选赛中连胜刘兆哲、钟文靖和世界冠军姜东润进入本赛。本赛首轮负于朴廷桓。
2016年第3届百灵杯预选赛中连胜郑斗镐、牛雨田、陈潇楠进入本赛。本赛首轮负于朴廷桓。